# Alto dos Moinhos (Metro de Lisboa)
Alto dos Moinhos es una estación del Metro de Lisboa. Se sitúa en el municipio de Lisboa, entre las estaciones de Colégio Militar/Luz y Laranjeiras de la Línea Azul. Fue inaugurada el 14 de octubre de 1988 junto con las estaciones de Colégio Militar/Luz y Laranjeiras, en el ámbito de la expansión de esta línea al barrio lisboeta de Benfica.
Esta estación se ubica en la Rua Dr. João de Freitas Branco, bajo el viaducto de la Av. Lusíada, próxima al Estádio da Luz. El proyecto arquitectónico es de la autoría del arquitecto Ezequiel Nicolau y las intervenciones plásticas del pintor Júlio Pomar.
El Museo Nacional de la Música, abierto al público desde 26 de julio de 1994, se localiza en el interior de esta estación, beneficiando de un protocolo de mecenazgo firmado entre el Instituto dos Museus e da Conservação (IMC) y el Metro de Lisboa.